# نتائج حرب 1812
جرت حرب 1812 بين المملكة المتحدة والولايات المتحدة بين عامي 1812 و1815، ولم ينتج عنها تغيرات فورية في الحدود، لكنها أدت إلى قرنين من السلام بين البلدين.
اختفت جميع أسباب الحرب مع نهاية الحروب النابليونية بين بريطانيا وفرنسا وتدمير قوة الشعوب الأصلية في الأمريكتين لتكون فاتحةً لحقبة «المشاعر الحسنة» التي قللت ظاهرة التحزب وروح الاندفاع السلبية. لم يوجه البريطانيون اهتمامًا كبيرًا إلى حرب 1812 بسبب انشغالهم بهزيمتهم الأخيرة على يد نابليون بونابرت عام 1815. فشل الأمريكيون في كسب أي إقليم من أمريكا الشمالية البريطانية رغم أمنيات وتوقعات العديد من السياسيين الأمريكيين، لكنهم تمكنوا من الحصول على أراضٍ إسبانية.
أنهت بريطانيا حربها مع فرنسا بعد هزيمة نابليون عام 1814، وانتهت القيود المفروضة على التجارة. علق البريطانيون سياسة التجنيد الإجباري للبحارة الأمريكيين نظرًا لعدم حاجتهم للاستمرار بها. اعتقد الأمريكيون أنهم استردوا شرفهم وأعلنوا انتصارهم في ما سموها «حرب الاستقلال الثانية» بعد هزيمة بريطانيا في معركة نيو أورليانز، وشعروا أن البريطانيين عاجزون عن إعادة الهيمنة على أمريكا، لكن البريطانيين لم يهتموا بهم أصلًا ولم تكن هناك نوايا لاحتلالهم في أي من الحروب.
انتهى تهديد نيو إنجلاند بالانفصال عن الولايات المتحدة بعد فشل مؤتمر هارتفورد، وطغت الانتصارات الأوروبية تمامًا على أهمية الصراع في بريطانيا منذ عودة نابليون من المنفى في مارس 1815 وهزيمته أخيرًا في معركة واترلو بعد عدة أشهر.
خرجت كندا العليا من الحرب مع شعور بالوحدة مع الإمبراطورية البريطانية وفخر الانتماء إليها. اعتبر الكنديون الناطقون بالإنجليزية أن الحرب انتصار لاستقلالهم عن الهيمنة الأمريكية، وأن الفضل يعود إلى تنظيماتهم المسلحة في صد الغزو الأمريكي، بينما تجاهل الكنديون الناطقون بالفرنسية هذه الحرب.
ضعفت ثورة الأمريكيين الأصليين ضد الولايات المتحدة في المنطقة الغربية بعد مقتل تيكوميسه.
محادثات السلام الباكرة:
بدأت الجهود الساعية إلى إنهاء الحرب عام 1812، إذ اقترح الدبلوماسي الأمريكي الرئيس في لندن هدنةً مقابل التنازل عن التجنيد الإجباري، لكن بريطانيا رفضت. لاحقًا في 1812، عندما استولت بريطانيا على حصن ديترويت، ووصلت أخبار إبطال المرسوم الملكي إلى واشنطن العاصمة، رتب السيد جورج بريفوست الضابط البريطاني هدنةً مع نظيره هنري ديربورن الأمريكي. أُرسلت الفرقاطة البريطانية إتش إم إس جونو لتنقل الرد الأمريكي على الأساطيل البريطانية في محطة السفن في أمريكا الشمالية، لكن رئيس الولايات المتحدة جيمس ماديسون قرر الاستمرار في الحرب.
في عام 1813، عرضت روسيا التواسط لتحقيق السلام، لكن لندن رفضت العرض خوفًا من إلحاق الضرر بالمصالح البريطانية في أوروبا. وافقت بريطانيا وأمريكا في النهاية على إجراء محادثات السلام في فبراير 1814.

## المفاوضات
في أغسطس من عام 1814، بدأت مباحثات السلام أخيرًا في مدينة غنت المحايدة. بدأ كلا الطرفين المفاوضات بمطالب غير واقعية، إذ أرادت الولايات المتحدة إنهاء جميع ممارسات البحرية البريطانية التي عدتها مرفوضةً، وطلبت التنازل عن الأقاليم الكندية وحقوق الصيد المكفولة في مياه نيوفندلاند. اشترط البريطانيون وضع بند أساسي في معاهدة السلام يمثل هدفهم على المدى البعيد بإنشاء دولة هندية عازلة «محايدة» مستقلة عن الولايات المتحدة تغطي أغلب مقاطعات الشمال الغربي القديم (شمال غرب نهر أوهايو)، على أن تكون تحت وصاية بريطانية تستغلها لكبح التمدد الأمريكي وتوطيد هيمنة بريطانية على تجارة الفرو.
أسقطت بريطانيا هذا البند عندما أصر الأمريكيون على رفضهم وهددوا بإنهاء المفاوضات. ضعفت بريطانيا نتيجة انهيار كونفدرالية تيكومسيه بعد معركة التمز عام 1813 وفقدانها السيطرة على خطوط إمداد كافية لدعم الدولة العازلة. أرادت بريطانيا أيضًا الحفاظ على الأجزاء الشمالية الشرقية من ولاية مين التي استولت عليها لتأمين ممر بري يصل المقاطعات البحرية في كندا مع مقاطعة كيبك.
بعد أشهر من المفاوضات، وعلى خلفية التغيير الحاصل في الانتصارات والهزائم العسكرية، أدرك الطرفان أن الأمتين تريدان السلام ولا يوجد سبب حقيقي لاستمرار الحرب، وتعب الجانبان من الصراع الذي شل حركة التصدير. بعد هزيمة نابليون عام 1814، لم تعد فرنسا عدوًا لبريطانيا ولم تعد البحرية الملكية البريطانية مضطرةً إلى إيقاف الشحنات الأمريكية المتوجهة نحو فرنسا أو تجنيد البحارة. كانت بريطانيا مشغولةً أصلًا في إعادة بناء أوروبا بعد هزيمة نابليون شبه النهائية. وافق المتفاوضون على العودة إلى الوضع السابق للحرب دون تغيير في الحدود. وقع الجانبان معاهدة غنت في 24 ديسمبر 1814، وكانت هذه الخطوة التالية والأخيرة لحكومتي البلدين في التصديق الرسمي للمعاهدة.
عندما وُقعت المعاهدة، أدرك البريطانيون أن معركة نيو أورليانز على وشك الحدوث في 8 يناير 1815، الأمر الذي غفل عنه الأمريكيون. دخلت المعاهدة حيز التنفيذ بعد تصديقها من كلا الطرفين في فبراير 1815.
فشلت المعاهدة في تأمين الاعتراف البريطاني الرسمي بالحقوق البحرية الأمريكية، لكن هذه الحقوق لم تُنتهك جديًا في قرن السلام بين القوتين البحريتين العالميتين الذي امتد من 1815 وحتى الحرب العالمية الأولى. أنهت البحرية الملكية البريطانية ممارساتها التي أغضبت الأمريكيين منذ سقوط نابليون لعدم حاجتهم لها. شعرت أمريكا بالفخر واستعادة الشرف مع نهاية خطر الهنود الحمر والابتهاج المهيمن على الانتصار الأمريكي في نيو أوريليانز. بهذا نجحت الولايات المتحدة بخلق شعور بالاستقلال التام عن بريطانيا.

## الأمريكيون الأصليون
كان السبب الرئيس في انخراط سكان الحدود الأمريكيين في الحرب الخطر المفروض على استمرار استيطانهم في المقاطعات المأهولة بالأمريكيين الأصليين من قبائل متعددة. لام سكان الحدود الوكالات البريطانية الكندية على تسليح الأمريكيين الأصليين وتزويدهم بالإمدادات، وأرادوا الوصول إلى الأراضي التي اعترف البريطانيون بانتمائها إلى الولايات المتحدة لكن أعاقوا توسع أمريكا فيها بعد تحريضهم السكان الأصليين على التمرد وتزويدهم بالأسلحة. بعد وفاة الزعيم تيكومسيه عام 1813 في أرض المعركة، لم يعد هناك عقبة أمام التوسع الأمريكي رغم استمرار انخراط السكان الأصليين في الحرب ومقاومتهم للتوسع الأمريكي تجاه الغرب. كان الأمريكيون الأصليون الخاسر الأكبر في الحرب بسبب فقدانهم الحماية البريطانية وعدم استعادة تأثيرهم السابق.
في جنوب شرق الولايات المتحدة، هزم أندرو جاكسون شعب مسكوكي كريك (هنود كريك) حلفاء بريطانيا في معركة حدوة الحصان عام 1814 لينهي خطر الأعمال العدوانية في تلك المنطقة. فتح هذا النصر مناطق شاسعةً في جورجيا وألاباما لاستيطانها وتحويلها إلى مغارس وأراض زراعية. احتلت الولايات المتحدة جميع أراضي غرب فلوريدا خلال الحرب، وفي عام 1819 اشترت باقي فلوريدا من إسبانيا ما منع الإسبان من تسليح القبائل العدوانية هناك. انضم هنود كريك الهاربون إلى فلويدا الإسبانية إلى قبيلة سيمينول ليشكلوا مقاومةً طويلة الأمد خاضت حروبًا عُرفت بحروب سيمينول.
في معاهدة غنت، وعد البريطانيون بعدم تسليح الأمريكيين الأصليين من كندا أو حتى التجارة معهم، وشهدت الحدود فترةً من الهدوء التام، لكن بعض الأمريكيين افترضوا أن البريطانيين استمروا في التآمر مع حلفائهم الأمريكيين الأصليين السابقين في محاولة لإحباط الهيمنة الأمريكية في منطقة البحيرات العظمى، لكن كالوي يعترض على هذا في كتابه معتبرًا أنها تصورات خاطئة. بعد توقيع المعاهدة، أصبح الأمريكيون الأصليون في البحيرات العظمى عبئًا ثقيلًا على راسمي السياسات البريطانية.